# Eugène Pascau
Eugène Pascau, né le 15 avril 1875 à Bayonne et mort le 7 août 1944 à La Ferté-sous-Jouarre, est un peintre français.

## Biographie
Joseph Paul Placide Eugène Pascau est le fils de Pascal Pascau, commis à la Mairie, et de Jeanne Marie Joseph Dayme. 
Élève de Philippe Jolyet et de Léon Bonnat, il expose au Salon à partir de 1895.
En 1904, il obtient une troisième médaille.
En 1907, il devient directeur de l'école municipale de dessin et de peinture de Bayonne (jusqu'en 1920).  Il est également conservateur du Musée Bonnat-Helleu.
Il épouse en 1912, à Bayonne, l'artiste peintre Madeleine Joséphine Dominique (1889-1922) ; Son ami Edmond Rostand et son fils assistent au mariage. 
Il obtient une médaille d'or au Salon de 1921 ainsi que le prix Jean-Jacques-Henner.
Devenu veuf en 1922, il épouse  en secondes noces, en 1931 à La Ferté-sous-Jouarre, Camille Carlier ; Les peintres Hubert-Denis Etcheverry et Marcel Baschet sont témoins du mariage.

## Distinctions
- En 1923, il est élevé au rang de chevalier de la Légion d'honneur.
- En 1939, il est promu officier[10].

## Œuvres exposées aux Salons parisiens
- Portrait de jeune homme, au Salon de 1895
- Quatre portraits ; pastel, au Salon de 1898
- Portrait de M. Gabriel R., au Salon de 1899
- Toute jeune, on la mit à l'école, au Salon de 1899
- Portrait de Mlle A., au Salon de 1899, dessin
- Cinq portraits, au Salon de 1899, dessins
- Le Pain, au Salon de 1900
- Portrait de M. Edmond Rostand, au Salon de 1902
- Willy et Colette, au Salon de 1903
- La Pâtissière de Bayonne, au Salon de 1904
- Portrait, au Salon de 1904
- Le Maître d'armes Michel Filippi, au Salon de 1905
- L'Écolière, au Salon de 1905
- La Laitière d'Ustaritz, au Salon de 1907
- L’Écolière, au Salon de 1908 (Toulouse)
- Les Officiants, au Salon de 1908
- La Fleur, au Salon de 1909
- La Robe à ramages, au Salon de 1910
- La Fillette au coquillage, au Salon de 1911
- Les Juges, au Salon de 1912
- Portrait de Fernand Forgues, capitaine de l'Aviron bayonnais, au Salon de 1913
- Portrait de mon ami Georges Périé, au Salon de 1913
- Portrait de Mme Pascau, au Salon de 1914

## Galerie

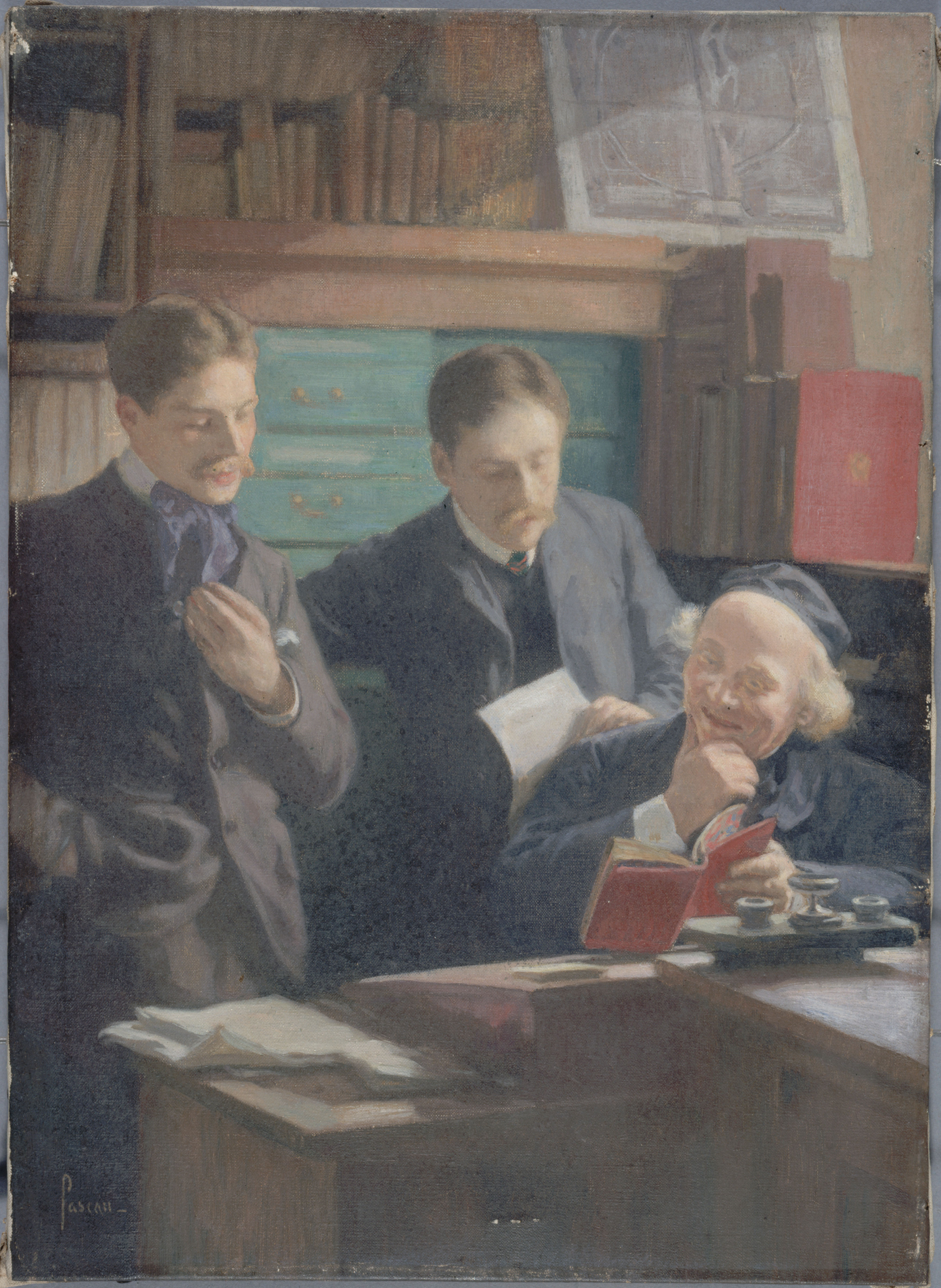
Honoré Champion entouré de ses fils (musée Carnavalet).
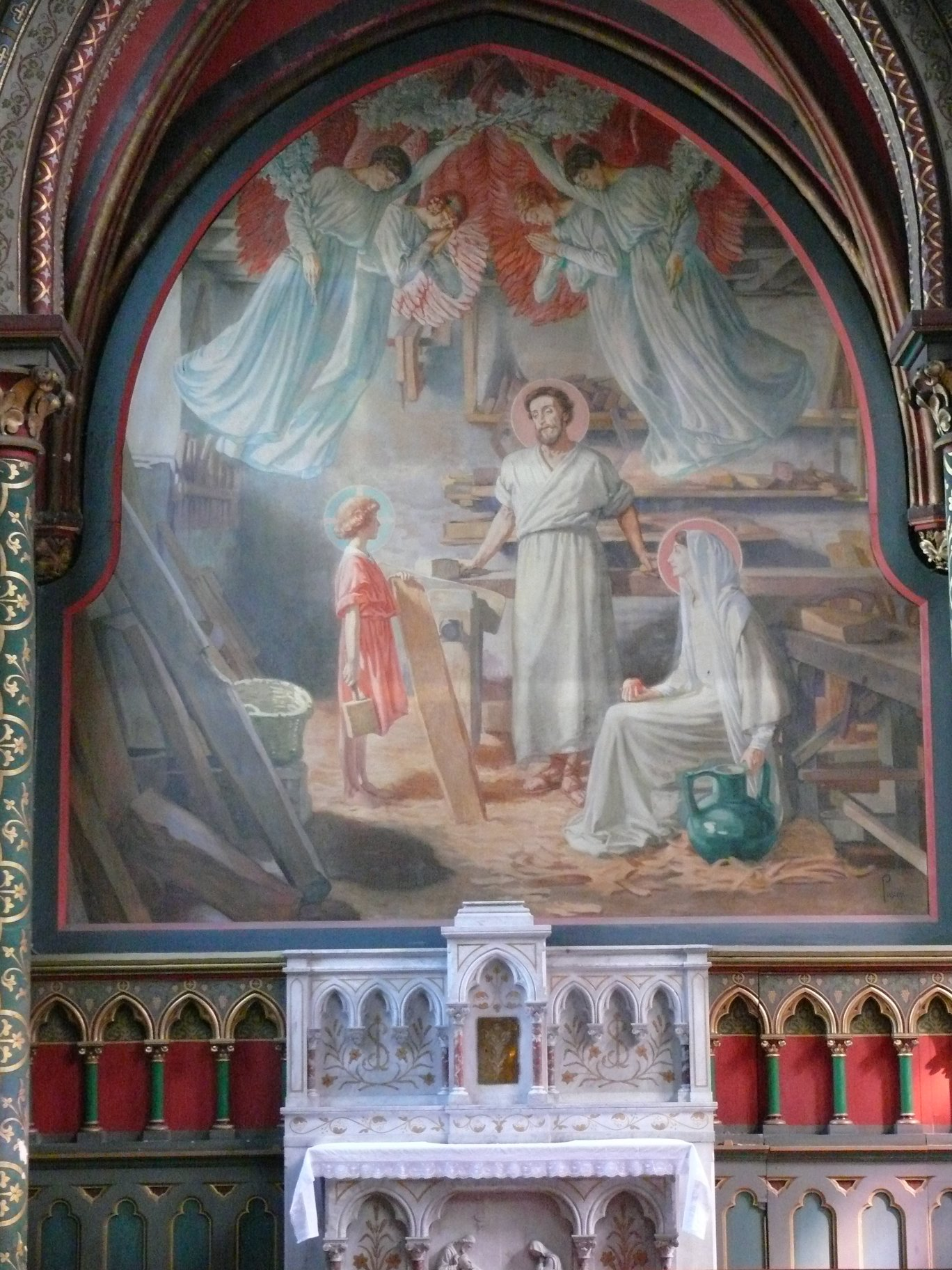
La Sainte Famille, fresque peinte en l'église Saint-André de Bayonne.
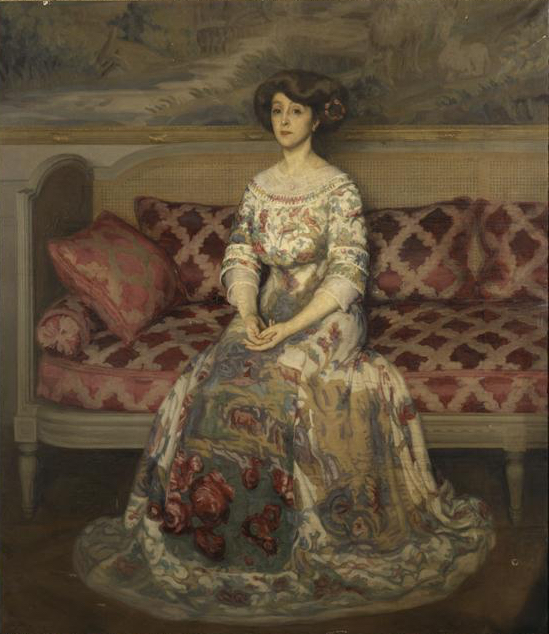
La robe à ramages. Mme Edmond Rostand, née Rosemonde Gérard ; huile sur toile (musée Edmond Rostand, Cambo-les-Bains).